# Litlakalsøy
Litlakalsøy est un village et une île du Vestland appartenant administrativement à Austevoll en Norvège. D'une superficie de 0,5 kilomètre carré (120 acres), elle fait partie de l'archipel d'Austevoll. Elle se trouve dans le Møkstrafjorden, au sud de l'île de Møkster, au nord de l'île de Stolmen et à l'ouest de la grande île de Huftarøy. En 2001, l'île comptait 26 habitants. L'île n'est accessible que par bateau.